# Ivan Ivanovič Pogosskij
Ivan Ivanovič Pogosskij in russo Иван Иванович Погосский?, traslitterato anche come Ivan Ivanovich Pogossky (Mosca, 1896 – aprile 1934) è stato un ingegnere aeronautico sovietico, collaboratore di Andrej Nikolaevič Tupolev nello sviluppo di alcuni modelli progettati nel dipartimento aeronautico dello TsAGI.

## Biografia
Dopo aver frequentato le scuole primarie a Mosca, città dove era nato, il giovane Ivan decide, tra il 1914 ed il 1915, di iscriversi ai corsi del dipartimento di meccanica della MSTU, scuola superiore ad indirizzo tecnico di Pietrogrado, allora capitale dell'Impero russo, dimostrando interesse per lo sviluppo dell'aviazione frequentando i corsi di aerodinamica tenuti dal professor Nikolaj Egorovič Žukovskij.
Con lo scoppio della prima guerra mondiale, nel 1916 decide di arruolarsi volontario nella Voenno Morskoj Flot Rossijskoj Imperii, la marina militare imperiale, dove entra alla scuola ufficiali di Baku riuscendo in seguito ad acquisire il brevetto di pilota militare presso la base navale di Sebastopoli.
Al termine del conflitto Žukovskij, che era a capo dello TsAGI dal 1918, lo invitò a farne parte. Da allora Pogosskij collaborò allo sviluppo di alcuni progetti sotto la supervisione di Andrej Nikolaevič Tupolev tra cui la prima aeroslitta realizzata completamente in struttura metallica, l'ANT-III.
In seguito, grazie alla sua esperienza acquisita nello studio della metallurgia e nella lavorazione dei metalli, affiancò Tupolev nello sviluppo di tutti i suoi modelli a struttura metallica a partire dall'ANT-1 proseguendo fino all'ANT-27 che gli fu fatale rimanendo ucciso durante uno dei voli di prova del prototipo.